# Рахімово
Рахі́мово (каз. Рахимов) — село у складі Мактааральського району Туркестанської області Казахстану. Входить до складу Іржарського сільського округу.
Населення — 246 осіб (2021; 268 у 2009, 231 у 1999, 264 у 1989).